# Juan Gris
José Victoriano González-Pérez (23. března 1887, Madrid, Španělsko – 11. května 1927, Boulogne-Billancourt, Francie), známější jako Juan Gris, byl španělský malíř a sochař. Většinu života strávil ve Francii. Jeho dílo je úzce spjato s kubismem.

## Život
Narodil se v Madridu, kde mezi lety 1902 a 1904 studoval technické kreslení na Escuela de Artes y Manufacturas (škola umění a řemesel). Během této doby kreslil do místních novin. Mezi lety 1904 a 1905 studoval malířství u akademického malíře José Maria Carbonera.

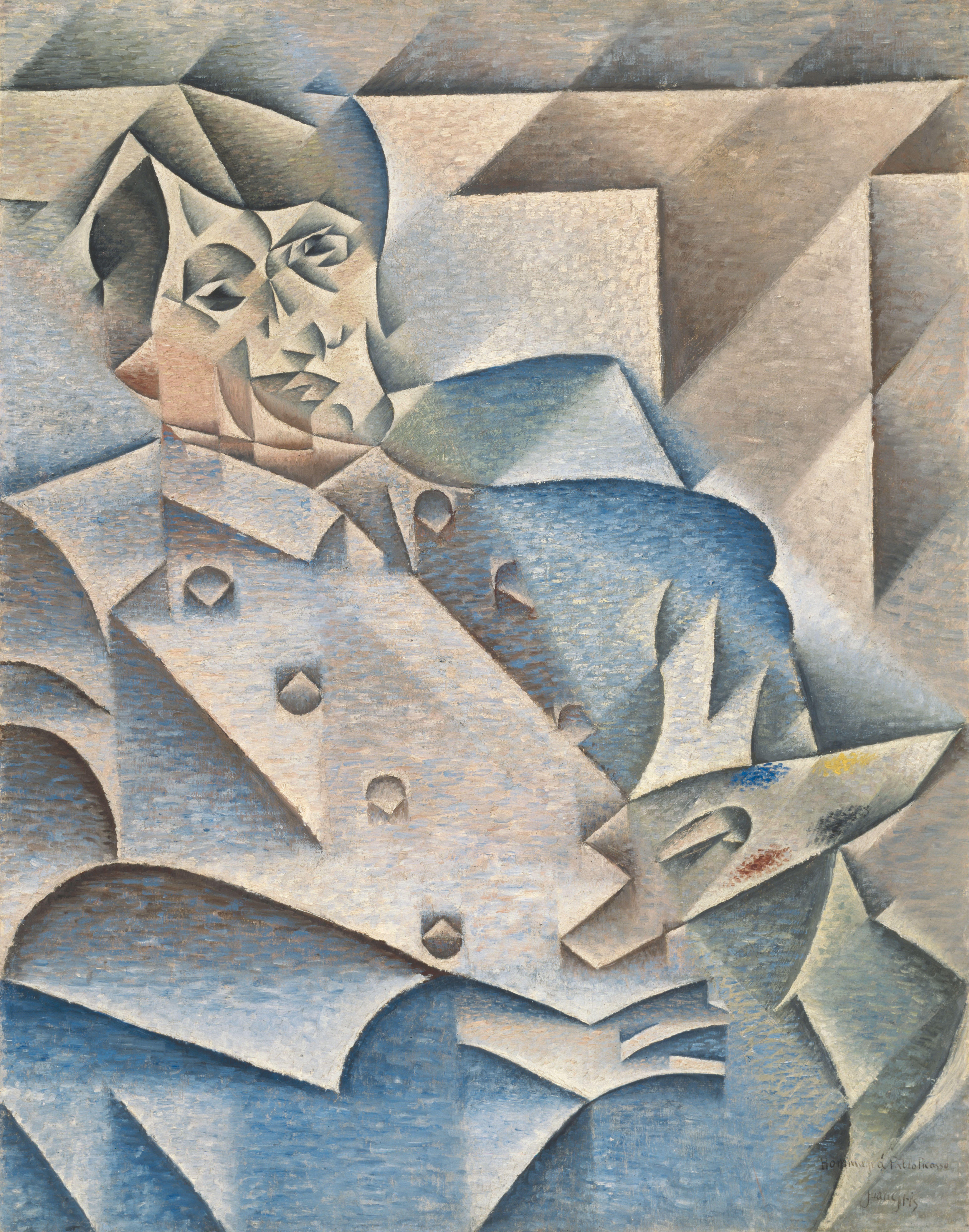
Portrét Pabla Picassa (1912), Institut umění v Chicagu

V roce 1906 se přestěhoval do Paříže, kde se spřátelil s Henri Mattissem, Georgesem Braquem a Fernandem Légerem. Z roku 1915 pochází jeho portrét od Amedea Modiglianiho. V Paříži se Gris stal následovníkem svého krajana Pabla Picassa, který byl také jeho přítelem. Jeho portrét Picassa z roku 1912 představuje velice významné kubistické dílo, jehož autorem není Picasso ani Braque. I přes to, že Picassa pokládal za svého učitele, Gertrude Steinová vzpomíná, že Gris byl „člověk, kterého by se Picasso rád zbavil“.
Gris posílal své ponuře humorné ilustrace do časopisů jako Le Rire, L'assiette au beurre, Le Charivari a Le Cri de Paris a vážně začal malovat v roce 1910. Do roku 1912 si vytvořil osobitý kubistický styl.

Z počátku maloval ve stylu analytického kubismu, ale po roce 1913 začal jeho obrat ke kubismu syntetickému, jehož se stal významným představitelem. Často používal techniku papier collé. Na rozdíl od Picassa a Braquea, jejichž obrazy byly monochromatické, používal Gris jasné a vyvážené barvy v nových zajímavých kombinacích podobně jako jeho přítel Henri Matisse.

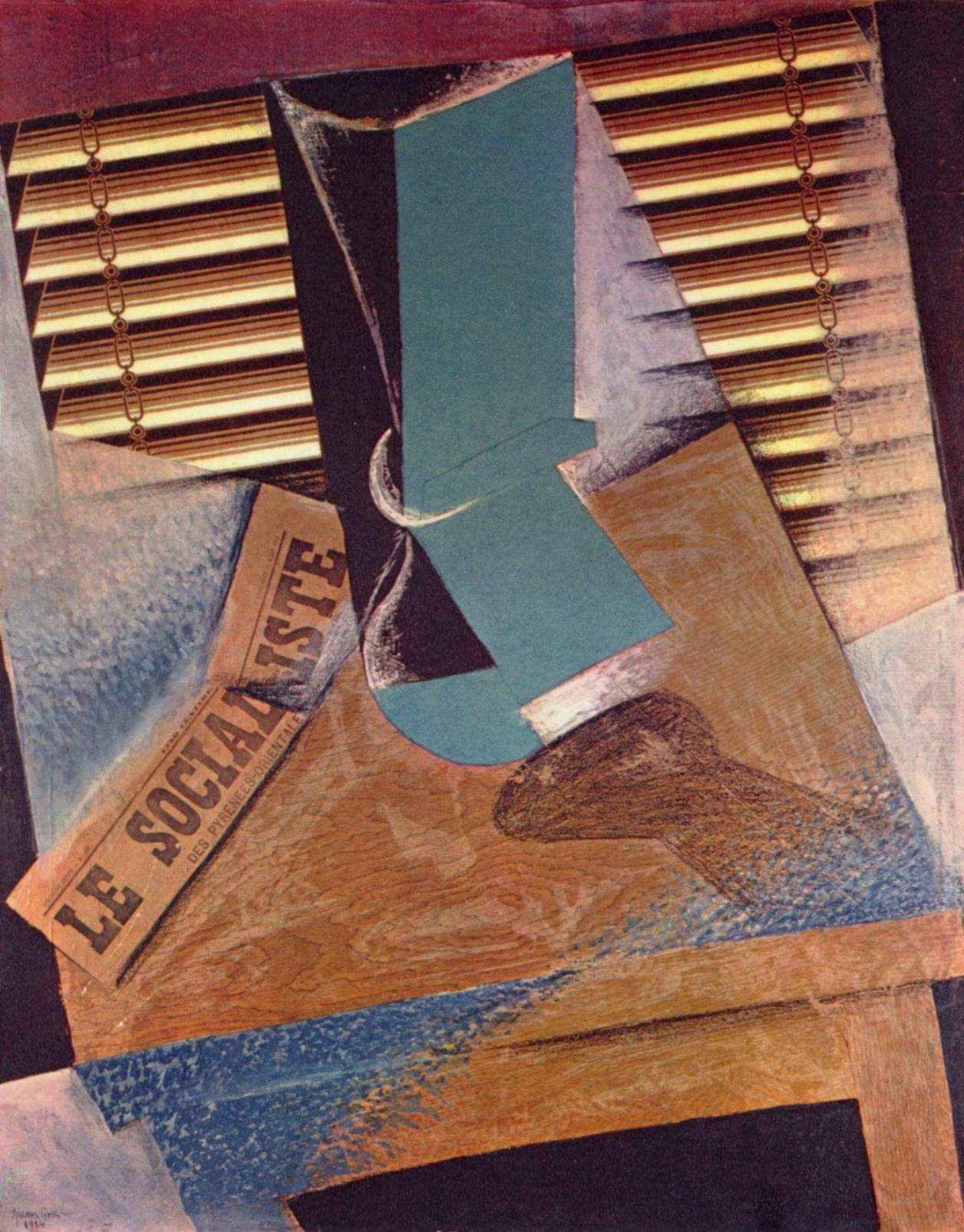
The Sunblind, 1914, Tate Gallery

Gris vytvořil většinu svých estetických teorií mezi lety 1924 a 1925. Svou rozhodující přednášku Des possibilités de la peinture (možnosti malby) přednesl na Sorboně roku 1924. Nejdůležitější jeho výstavy se konaly v Galerie Simon v Paříži a v Galerie Flechtheim v Berlíně v roce 1923 a v Galerie Flechtheim v Düsseldorfu v roce 1925.
Zemřel v Boulogne-Billancourt na jaře roku 1927 ve věku čtyřiceti let.